# راديو خلية النحل
راديو خلية النحل (بالإنجليزية: Beehive Radio)‏ هي محطة إذاعية كمبودية في بنوم، يملكها ويديرها الصحفي المستقل مام سونادو (Mam Sonando). تبث الإذاعة على تردد 105 FM.
وصفتها لجنة حماية الصحفيين في عام 2012 بأنها «واحدة من وسائل الإعلام المستقلة القليلة في كمبوديا».